# Titulus

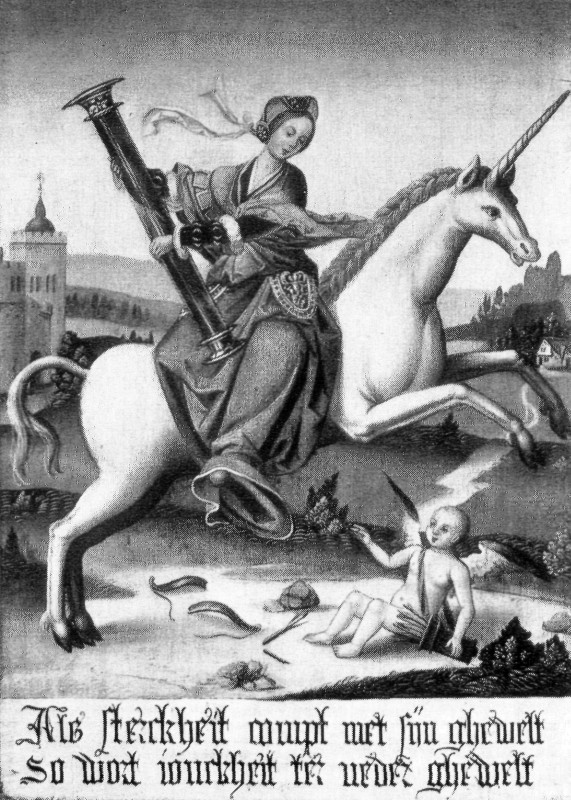
Tafelbild mit Titulus, um 1540

Als Titulus (Pl. Tituli; lat. für „Aufschrift, Bildtafel, Schild“) wird in der Kunstgeschichte eine Inschrift oder Beischrift auf frühen Bildwerken bezeichnet, mit deren Hilfe das jeweils Dargestellte erklärt oder kommentiert wurde.
In der römischen Antike war ein titulus allgemein jede Art erklärender oder deklarierender Aufschrift bei einem Objekt, insbesondere die an Schriftrollen angehefteten Zettel mit Autor und Titel, weiter die Aufschriften mit Elogia an den Wachsmasken verstorbener Ahnen in den Hallen vornehmer Familien und schließlich als bekanntestes Beispiel der Titulus crucis, der titulus am Kreuz Christi.
In der Kunst wurden Tituli in der Antike dazu verwandt, dargestellte Personen und Szenen zu identifizieren. Dies wurde in der christlichen Kunst des Frühmittelalters selten, möglicherweise, da die Alphabetisierungsrate in der Bevölkerung sank. Ab dem Spätmittelalter und früher Neuzeit werden dann Bildunterschriften wieder vermehrt eingesetzt. Kennzeichnend für ihre damalige Bedeutung ist, dass fast jede mittelalterliche Schrift über Malerei auch Anweisungen darüber enthält, wie solche Inschriften herzustellen waren. Tituli waren oft – aber nicht notwendig – in Versform abgefasst und zitierten antike Autoren. Es gilt daher als wahrscheinlich, dass die ausführenden Künstler häufig von humanistischen Gelehrten beraten wurden, die mit den klassischen Texten vertraut waren. In geeigneten Zusammenhängen verwendete man Zitate aus der Bibel oder aus den Schriften der Kirchenväter. Wo biblische Gleichnisse in verschlüsselten Bildern dargestellt wurden, lieferten Tituli die Deutung, so entstand eine allegorische Doppelform. Wegen des Neben- oder Miteinanders von Bild und Text gehörten Tituli zu den Quellen der frühneuzeitlichen Kunstform der Embleme, die ebenfalls aus Text-Bild-Kombinationen bestanden.